# Daniel Jiménez (Boxer)
Daniel Jiménez (* 21. November 1969 in Camuy, Puerto Rico) ist ein ehemaliger puerto-ricanischer Boxer im Superbantam- und Bantamgewicht. 

## Profi
Am 6. Juni im Jahre 1988 gab er sein Profidebüt und verlor durch klassischen K. o. in Runde 3. Am 9. Juni des Jahres 1993 wurde er im Superbantamgewicht Weltmeister der WBO, als er Duke McKenzie durch Mehrheitsentscheidung bezwang. Diesen Gürtel konnte er viermal verteidigen und verlor ihn Ende März 1995 gegen Marco Antonio Barrera einstimmig nach Punkten. 
Nach dieser Niederlage wechselte er ins Bantamgewicht und boxte in dieser Gewichtsklasse noch im selben Jahr gegen Alfred Kotey um die WBO-Weltmeisterschaft. Jimenez gewann dieses Gefecht nach Punkten und eroberte somit den Titel. Im darauffolgenden Jahr verteidigte er diesen Gürtel gegen Drew Docherty und verlor ihn an Robbie Regan
Im Jahre 2002 beendete er seine Karriere.